# 176.ª Brigada Mixta (Ejército Popular de la República)
La 176.ª Brigada Mixta fue una de las Brigadas Mixtas creadas por el Ejército Popular de la República para la defensa de la Segunda República Española durante la guerra civil española.

## Historial
La 176.ª Brigada Mixta, nacida en Cataluña el 30 de abril de 1938, heredó la numeración de la 11.ª Brigada Mixta santanderina. La unidad creada en 1938 fue adjudicada a la 55.ª División del XXIV Cuerpo de Ejército. Por la documentación militar que ha llegado a día de hoy se desconocen los jefes la Brigada, pero sí el de su jefe de Estado Mayor, que era el capitán de milicias Ramón Castejón Crespo. El 2 de agosto acudió al Frente del Ebro como reserva, aunque uno de sus batallones llegó a intervenir en los combates. Después de estas operaciones, la Brigada acudió en defensa de Artesa de Segre, en medio de la ofensiva franquista en el Frente del Segre. El 2 de enero de 1939, fue adscrita a la 30.ª División del X Cuerpo de Ejército y con ella inició la retirada, aunque participó en el intento de defender Vich antes de pasar la frontera francesa.